# Essor breton
L' Essor breton est une course cycliste créée en 1959 et disputée tous les ans au mois de mai. Se déroulant sur quatre jours, elle comprend cinq étapes dont un contre-la-montre par équipes. Il s'agit de la plus ancienne course par étapes du calendrier amateur français. Non disputée en 1972, elle reprend l'année suivante sous le nom de l'Essor finistérien avant de reprendre son appellation actuelle en 1974. La course fait partie du calendrier national de la Fédération française de cyclisme.
L'édition 2020 est annulée en raison de la pandémie de Covid-19. C'est également le cas en 2021.

## Palmarès
| Année     | Vainqueur                 | Deuxième                 | Troisième              |
| --------- | ------------------------- | ------------------------ | ---------------------- |
| 1958      | André Foucher             | François Goasduff        | François Hamon         |
| 1959      | François Le Bihan         | Raymond Hamon            | Tom Simpson            |
| 1960      | Roland Mangeas            | André Carlo              | Jean Le Priol          |
| 1961      | Roger Morvan              | Mel Davies               | Joseph Plouzennec      |
| 1962      | Ian Moore (en)            | Raymond Pédrono          | Raymond Gauthier       |
| 1963      | Hubert Niel               | Albert Bastard           | Louis Gainche          |
| 1964      | Hubert Niel               | Daniel Chapel            | Jean-Paul Paris        |
| 1965      | Alain Huby                | Gérard Le Priol          | Jacky Girault          |
| 1966      | Germain Guillaouic        | Bernard Cateau           | Yves Ravaleu           |
| 1967      | Ken Coatman               | Jean-Claude Le Reste     | Daniel Denécé          |
| 1968      | Lucien Tarsiguel          | Pierre Douy              | Jean-Claude Le Reste   |
| 1969      | Peter Doyle (en)          | Alain Bouhallier         | Charles Leborgne       |
| 1970      | Rémi Le Goux              | Yannick Morice           | Jacky Hamon            |
| 1971      | Christian Le Priol        | Gérard Béon              | Robert Jouan           |
| 1972      | non disputé               |                          |                        |
| 1973      | David Wells               | Yannick Morice           | Jean-Pierre Stervinion |
| 1974      | Michel Pitard             | Robert Trévaux           | Lionel Canevet         |
| 1975      | Jean-François Mainguenaud | Yves Lavenir             | Marcel Morvan          |
| 1976      | Lucien Tarsiguel          | Alain Budet              | Jacques Dumortier      |
| 1977      | Alain Budet               | Gilbert Le Lay           | Alain Gicquiaud        |
| 1978      | Guy Le Gall               | Gildas Le Menn           | Marc Gomez             |
| 1979      | Didier Le Saux            | Christian Le Ferrer      | Rémy Hello             |
| 1980      | René Forestier            | Gérard Kerbrat           | Pierre Le Bigaut       |
| 1981      | Bernard Daniel            | Philippe Dalibard        | Jean Marhic            |
| 1982      | Gilles Carle              | Paul Quentel             | Philippe Morin         |
| 1983      | Patrick Kermarrec         | Roland Le Clerc          | Patrice Weber          |
| 1984      | Jean-Jacques Lamour       | Roland Le Clerc          | Dominique Lardin       |
| 1985      | Jean Guérin               | Jean-Luc Loncle          | Bruno Chemin           |
| 1986      | Jean-Louis Conan          | Frédéric Gallerne        | Jean-Luc Loncle        |
| 1987      | Paul Quentel              | Thierry Laurent          | Jean-Jacques Lamour    |
| 1988      | Jean-Philippe Rouxel      | Michel Lallouet          | Guy Morin              |
| 1989      | Roger Tréhin              | Jean-Philippe Rouxel     | Marek Świniarski       |
| 1990      | Václav Toman (de)         | Yuri Manuylov            | Jean-Louis Conan       |
| 1991      | Camille Coualan           | Stéphane Galbois         | Pascal Basset          |
| 1992      | Dominique Le Bon          | Jean-Louis Conan         | Laurent Lechevalier    |
| 1993      | Claude Céard              | Camille Coualan          | Pascal Le Tanou        |
| 1994      | Bertrand Ziegler          | Pierre-Henri Menthéour   | Philippe Bresset       |
| 1995      | Olivier Alory             | Sylvain Desbois          | Alain Saillour         |
| 1996      | Stéphane Colas            | Éric Garel               | Arnaud Habasque        |
| 1997      | Alexandre Vinokourov      | Michel Lallouët          | Pierrick Gillereau     |
| 1998      | François Urien            | Niels van der Steen (nl) | Franck Trotel          |
| 1999      | Benoît Poilvet            | Denis Hoy                | Jean-Claude Thilloy    |
| 2000      | Stéphane Simon            | Marc Feipeler            | Vincent Marchais       |
| 2001      | Franck Laurance           | Freddy Ravaleu           | Oliver Penney          |
| 2002      | Christophe Thébault       | Lilian Jégou             | Serge Oger             |
| 2003      | Anthony Presse            | Romain Chollet           | David Simon            |
| 2004      | Arnaud Labbe              | Samuel Gicquel           | Philippe Vaillant      |
| 2005      | Samuel Plouhinec          | Stéphane Bellicaud       | Stéphane Pétilleau     |
| 2006      | Jonathan Dayus            | Ludovic Martin           | Nicolas Labussière     |
| 2007      | Jonathan Dayus            | Sébastien Harbonnier     | Alexandre Aulas        |
| 2008      | Vincent Rouxel            | Dennis Smit              | Nicolas David          |
| 2009      | Laurent Pichon            | Sylvain Cheval           | Nicolas Crosbie        |
| 2010      | Christophe Laborie        | Étienne Tortelier        | Angélo Tulik           |
| 2011      | Étienne Tortelier         | Gwenaël Simon            | Yoann David            |
| 2012      | Warren Barguil            | Mathieu Chiocca          | Louis Verhelst         |
| 2013      | Tim Kerkhof               | Pierre Gouault           | Anthony Saux           |
| 2014      | Jelmer Asjes              | Erwan Brenterch          | Simon Sellier          |
| 2015      | Aurélien Daniel           | Yann Botrel              | Erwann Corbel          |
| 2016      | Florian Maître            | Thomas Girard            | Jérémy Bescond         |
| 2017      | Maxime Cam                | Valentin Madouas         | Yoann Paillot          |
| 2018      | Christopher Piry          | Baptiste Constantin      | Clément Bommé          |
| 2019      | Dylan Kowalski            | Florian Maitre           | Jérémy Patoux          |
| 2020-2021 | annulé                    |                          |                        |
| 2022      | Johan Le Bon              | Thomas Bonnet            | Célestin Guillon       |
| 2023      | Florian Dauphin           | Nicolas Breuillard       | Gari Lagnet            |
| 2024      | Jonas Geens               | Alessio Cialone          | Jocelyn Baguelin       |
| 2025      | Jean-Louis Le Ny          | Alfie George             | Damien Bodard          |